# Disney Infinity 2.0: Marvel Super Heroes
Disney Infinity 2.0 è un videogioco di genere avventura dinamica, sviluppato da Avalanche Software e pubblicato da Disney Interactive Studios nel 2014; è il secondo capitolo della serie Disney Infinity, e a differenza del primo capitolo, incentrato sui personaggi appartenenti ai brand Disney e Pixar, è focalizzato sui personaggi della Marvel Comics, di proprietà della Disney dal 2009. Come nel precedente capitolo, anche qui il gioco è incentrato sull'interazione tra statuine giocattolo e videogioco, utilizzabili attraverso una particolare base da connettere alla console.

## Play Set
- The Avengers
- Spider-Man
- Guardiani della Galassia

## Personaggi
- Tony Stark/Iron Man: Francesco Bulckaen
- Natasha Romanoff/Vedova Nera: Domitilla D'Amico
- Clint Barton/Occhio di Falco: Gabriele Lopez
- Bruce Banner/Hulk: Andrea Ward
- Steve Rogers/Capitan America: Fabrizio Pucci
- Sam Wilson/Falcon: Francesco Venditti
- Teschio Rosso, Norman Osborne/Green Goblin: Luca Biagini
- Loki: Alberto Bognanni
- Thanos: Davide Marzi
- Ultron: Stefano Alessandroni
- Ant Man: Omar Vitelli
- Dottor Destino: Stefano Benassi
- Jarvis: Nino D'Agata
- Modok: Sergio Lucchetti
- Space Phantom: Francesco Meoni
- Dracula: Domenico Strati
- Attuma: Paolo Marchese
- Hyperion: Gabriele Sabatini
- Justin Hammer: Stefano Brusa
- Galactus: Marco Fumarola
- Peter Parker/Spider Man: Davide Perino
- Nova/Sam Alexander: Flavio Aquilone
- Power Man/Luke Cage: Andrea Mete
- Mary Jane Watson: Valentina Favazza
- Nick Fury: Alessandro Rossi
- Harry Osborne: Daniele Raffaeli
- Iron Fist/Danny Rand: Alessio Nissolino
- White Tiger/Ava Ayala: Sara Ferranti

## Accoglienza
- IGN - 8,2[1]
- SpazioGames - 7,5[2]
- Multiplayer.it - 7[3]
- Everyeye.it - 8[4]